# Tachina subcinerea
Tachina subcinerea là một loài ruồi trong họ Tachinidae.